# Yxsjön, Bollnäs kommun
Yxsjön är en sjö i Bollnäs kommun i Hälsingland och ingår i Ljusnans huvudavrinningsområde. Sjön är 6,1 meter djup, har en yta på 0,253 kvadratkilometer och befinner sig 111,3 meter över havet. Yxsjön ligger ca 1 mil öster om Bollnäs, vid byn Yxbo, och avvattnas av Rabobäcken som rinner västerut mot Ljusnan.

## Delavrinningsområde
Yxsjön ingår i delavrinningsområde (680372-153943) som SMHI kallar för Utloppet av Yxsjön. Medelhöjden är 168 meter över havet och ytan är 8,55 kvadratkilometer. Det finns ett avrinningsområde uppströms, och räknas det in blir den ackumulerade arean 9,37 kvadratkilometer. Rabobäcken som avvattnar avrinningsområdet har biflödesordning 2, vilket innebär att vattnet flödar genom totalt 2 vattendrag innan det når havet efter 55 kilometer. Avrinningsområdet består mestadels av skog (88 procent). Avrinningsområdet har 0,26 kvadratkilometer vattenytor vilket ger det en sjöprocent på 3 procent.